# Championnat de Somalie de football 2012
Navigation
Edition précédente Edition suivante
La saison 2012 du Championnat de Somalie de football est la 40e édition du championnat de première division nationale. Les huit clubs engagés sont regroupés au sein d'une poule uniquem où ils s'affrontent à deux reprises au cours de la saison. À l'issue du championnat, les deux derniers du classement sont relégués et remplacés par les deux meilleurs clubs de deuxième division.
C'est Elman Football Club, tenant du titre, qui remporte à nouveau la compétition cette saison après avoir terminé en tête du classement final, avec quatre points d'avance sur Heegan FC et six sur l'un des promus, LLPP Jeenyo. Il s'agit du sixième titre de champion de Somalie de l'histoire du club.
Toutes les rencontres se sont disputées au Somali University Stadium de Mogadiscio.

## Participants
- Elman Football Club
- Sahafi Hotel FC[2]
- Banaadir Sports Club
- Horsed Football Club
- LLPP Jeenyo - Promu de Second Division
- Ports FC[3]
- Badbaado FC - Promu de Second Division
- Heegan Football Club

## Compétition

### Classement
Le classement est établi sur le barème de points classique (victoire à 3 points, match nul à 1, défaite à 0). Pour départager les égalités, on tient d'abord compte de la différence de buts générale, puis du nombre de buts marqués, puis des confrontations directes.
| Rang | Équipe                | Pts | J  | G  | N | P  | Bp | Bc | Diff |
| ---- | --------------------- | --- | -- | -- | - | -- | -- | -- | ---- |
| 1    | Elman Football ClubT  | 32  | 14 | 10 | 2 | 2  | 33 | 15 | +18  |
| 2    | Heegan Football Club  | 28  | 14 | 8  | 4 | 2  | 24 | 14 | +10  |
| 3    | LLPP JeenyioP         | 26  | 14 | 6  | 8 | 0  | 19 | 9  | +10  |
| 4    | Banaadir Sports ClubC | 16  | 14 | 3  | 7 | 4  | 17 | 15 | +2   |
| 5    | Ports FC              | 16  | 14 | 3  | 7 | 4  | 21 | 23 | -2   |
| 6    | Horsed Football Club  | 15  | 14 | 3  | 6 | 5  | 13 | 17 | -4   |
| 7    | Sahafi Hotel FC       | 13  | 14 | 2  | 7 | 5  | 7  | 12 | -5   |
| 8    | Badbaado FCP          | 1   | 14 | 0  | 1 | 13 | 11 | 40 | -29  |

|  | Qualification pour la Coupe Kagame inter-club 2013                                    |
|  | Relégation directe en Second Division                                                 |
|  | T : Tenant du titre C : Vainqueur de la Coupe de Somalie P : Promu de Second Division |

## Bilan de la saison
| Championnat de Somalie de football 2012 |                                |
| Champion                                | Elman Football Club (6e titre) |
| Coupes et trophées                      |                                |
| Vainqueur de la Coupe de Somalie 2012   | Banaadir Sports Club           |
| Qualifications continentales            |                                |
| Ligue des champions de la CAF 2013      | Aucun                          |
| Coupe de la confédération 2013          | Aucun                          |
| Coupe Kagame inter-club 2013            | Elman Football Club            |
| Promotions et relégations               |                                |
| Promus en First Division                | Savana FC                      |
| Promus en First Division                | Gaadiidka FC                   |
| Relégués en Second Division             | Sahafi Hotel FC                |
| Relégués en Second Division             | Badbaado FC                    |